# Karl Eugen Schmidt
Karl Eugen Schmidt (* 31. März 1866 in Bad Kreuznach; † 30. März 1953 in Rom) war ein deutscher Reporter und Schriftsteller.

## Leben

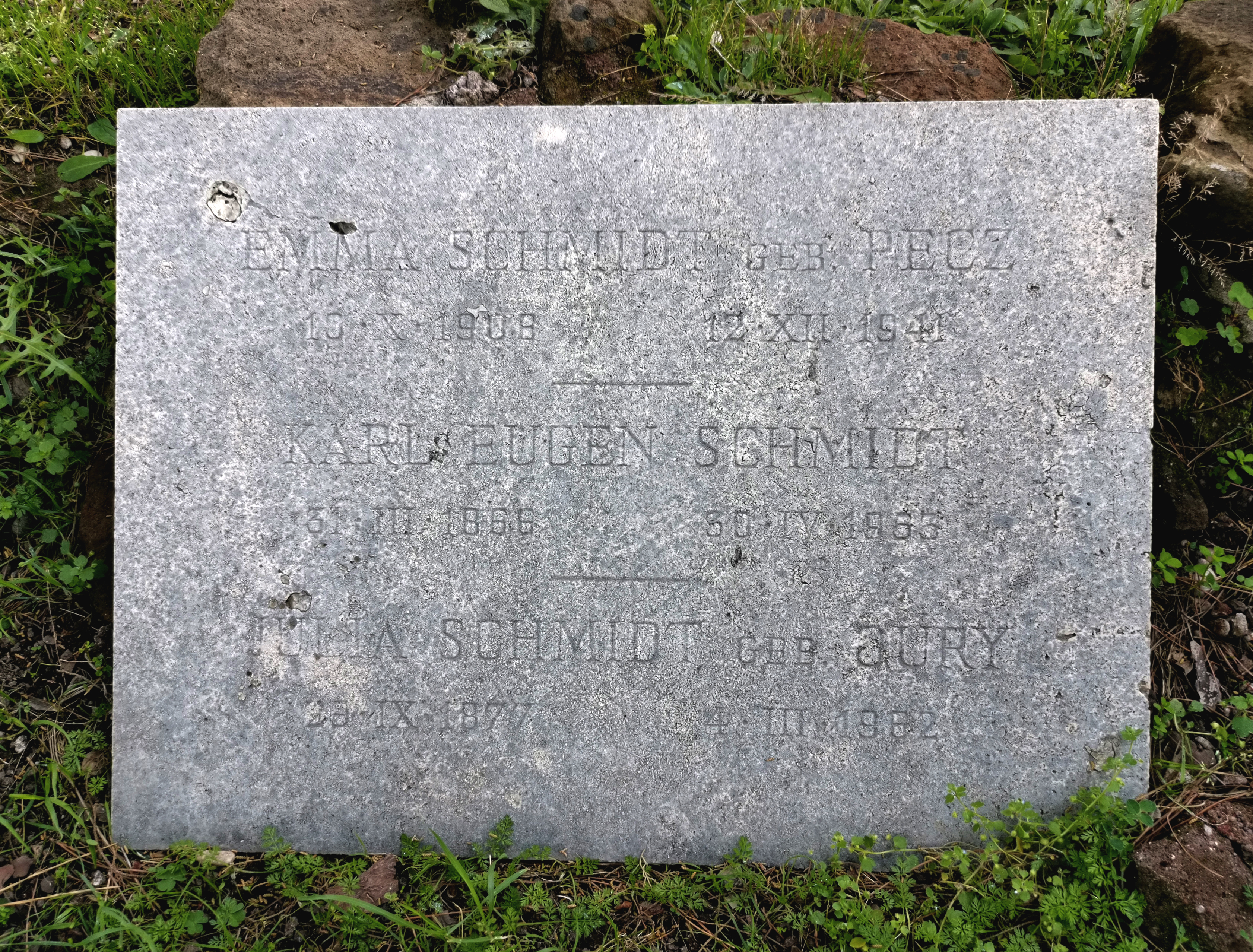
Grab auf dem Nichtkatholischen (Protestantischen) Friedhof Rom

Der Sohn eines Gerbereibesitzers besuchte das Gymnasium in Kreuznach. Nach dem Tod seiner Eltern begann er eine Seifensiederlehre und hatte danach einen abenteuerlichen Lebenswandel. Zunächst ging er auf Wanderschaft durch Pommern und die Niederlande. 1884 wanderte er nach England aus und arbeitete ein Jahr lang als Seifensieder in London. Im Folgejahr reiste er mit einem Schiff nach Queensland in Australien. Hier blieb er für vier Jahre und betätigte sich als Seifensieder, Metzger, Koch, Pferdehirte und Fuhrmann, war jedoch hauptsächlich als Goldgräber aktiv. In Townsville ließ er sich 1889 auf einem kleinen deutschen Segelschiff als Matrose anwerben. Er floh bei einem Aufenthalt auf den Samoainseln und versteckte sich dort vier Wochen lang auf der Insel Upola. Er wurde gefunden und zurück auf das Schiff gebracht. Die Fahrt führte ihn um das Kap Horn nach Lissabon und Marseille. Hier wurde er entlassen. Zurückgekehrt nach Deutschland schrieb er sein erstes Buch anhand von Tagebuchaufzeichnungen. Bei einem Aufenthalt in seiner Heimatstadt um 1890 entstand sein Heimatroman Schambes Klappergässer. Im Sommer 1890 begab er sich nach Nordamerika, wo er in St. Louis zunächst als Seifensieder arbeitete, ehe er eine Stelle als Redakteur bei der Westlichen Post antrat und für fünf Jahre als Reporter in die Vereinigten Staaten blieb. Anschließend kehrte er über Gibraltar und Spanien nach einer sechsmonatigen Wanderung in die Heimat zurück. Bald darauf begab er sich nach Paris, wo er für längere Zeit seinen festen Wohnsitz hatte. Von hier unternahm er ausgedehnte Reisen als Zeitungsreporter durch Europa und Nordafrika. In der Folge fertigte er Reiseberichte für Zeitungen an. Er war der Pariser Korrespondent der Tageszeitung Der Tag. Er verfasste in Paris auch zahlreiche Bücher und Artikel zu Leben, Kultur und Kunst, bevor er sich schließlich in Rom niederließ.

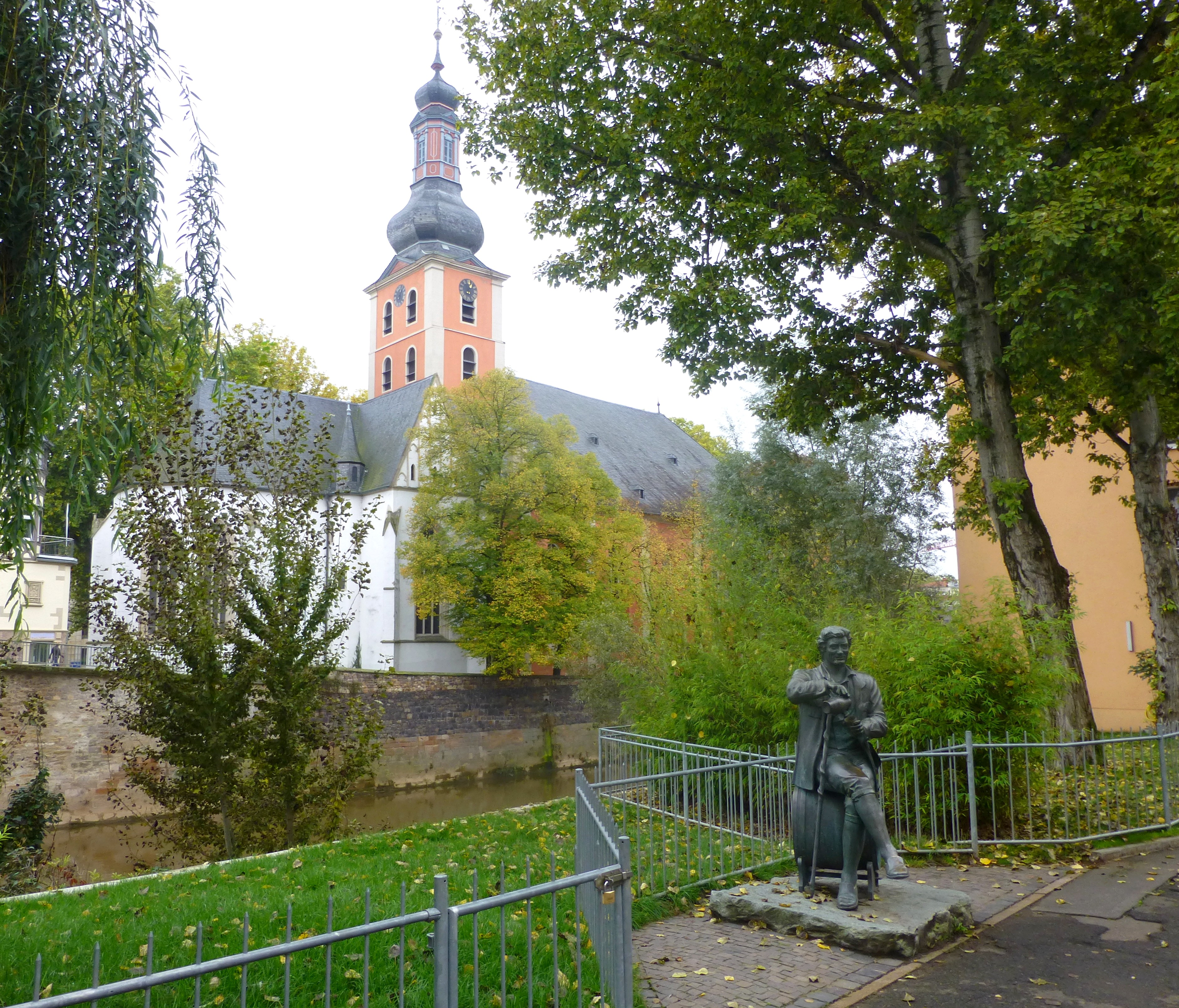
Figur des „Schambes Klappergässer“ in Bad Kreuznach

## Veröffentlichungen (Auswahl)
- Ein Streifzug in’s Goldland. Berlin 1890. Digitalisat
- Leben und Taten des fürtrefflichen und gestrengen Hernn Schambes Klappergässer aus Kreuznach. Kreuznach 1895 (archive.org).
  - Himmel- & Höllenfahrt des Schambes Klappergässer. Rom 1913.
  - Himmel- & Höllenfahrt des Schambes Klappergässer. Überarbeitet von Ulrich Bumann und Richard Walter mit Illustrationen von Walter Krick. Neuauflage. Mittelrhein-Verlag, Koblenz 1981.
- Vive Montmartre! Skizzen und Bilder aus der Pariser Bohême. Gebrüder Knauer, Frankfurt am Main 1898 (archive.org).
- Cordoba und Granada (= Berühmte Kunststätten. 13). E. A. Seemann, Leipzig 1902 (archive.org).
- Französische Malerei des 19. Jahrhunderts (= Geschichte der modernen Kunst I.) E. A. Seemann, Leipzig 1903 (archive.org).
- Französische Skulptur und Architektur des 19. Jahrhunderts. E. A. Seemann, Leipzig 1904 (archive.org).
- Aus dem Tagebuch eines Säuglings. Deutsche Verlags-Anstalt, Stuttgart / Leipzig 1905.
- Deutschland und die Deutschen in der französischen Karikatur seit 1848. K. Ad. Emil Müller, Stuttgart 1907 (archive.org).
- Mein Sohn und ich. Deutsche Verlags-Anstalt, Stuttgart / Leipzig 1908 (archive.org).
- Pariser Typen. Verlag von Max Lande, Berlin 1909.